# Lathyarcha
Lathyarcha là một chi nhện trong họ Desidae.